# Sebastian Fabian Klonowic

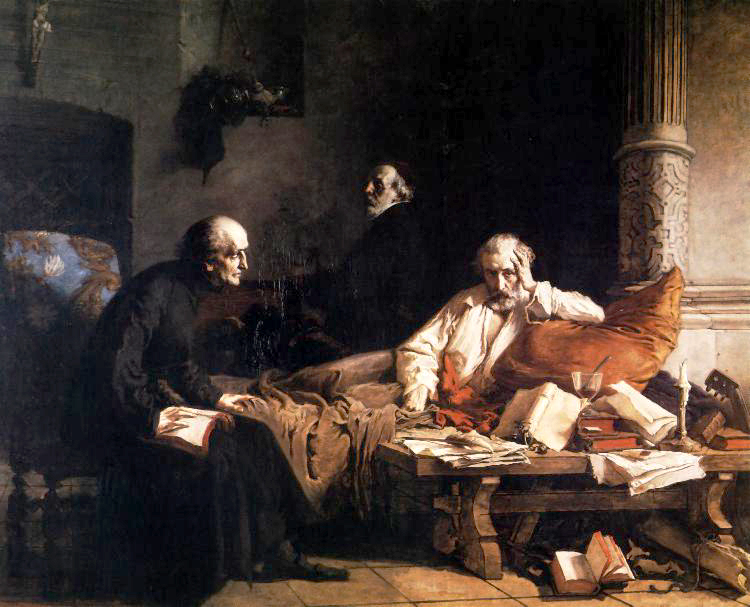
„Zgon Acerna” (1867), śmierć Sebastiana Fabiana Klonowica, mal. Wilhelm Leopolski

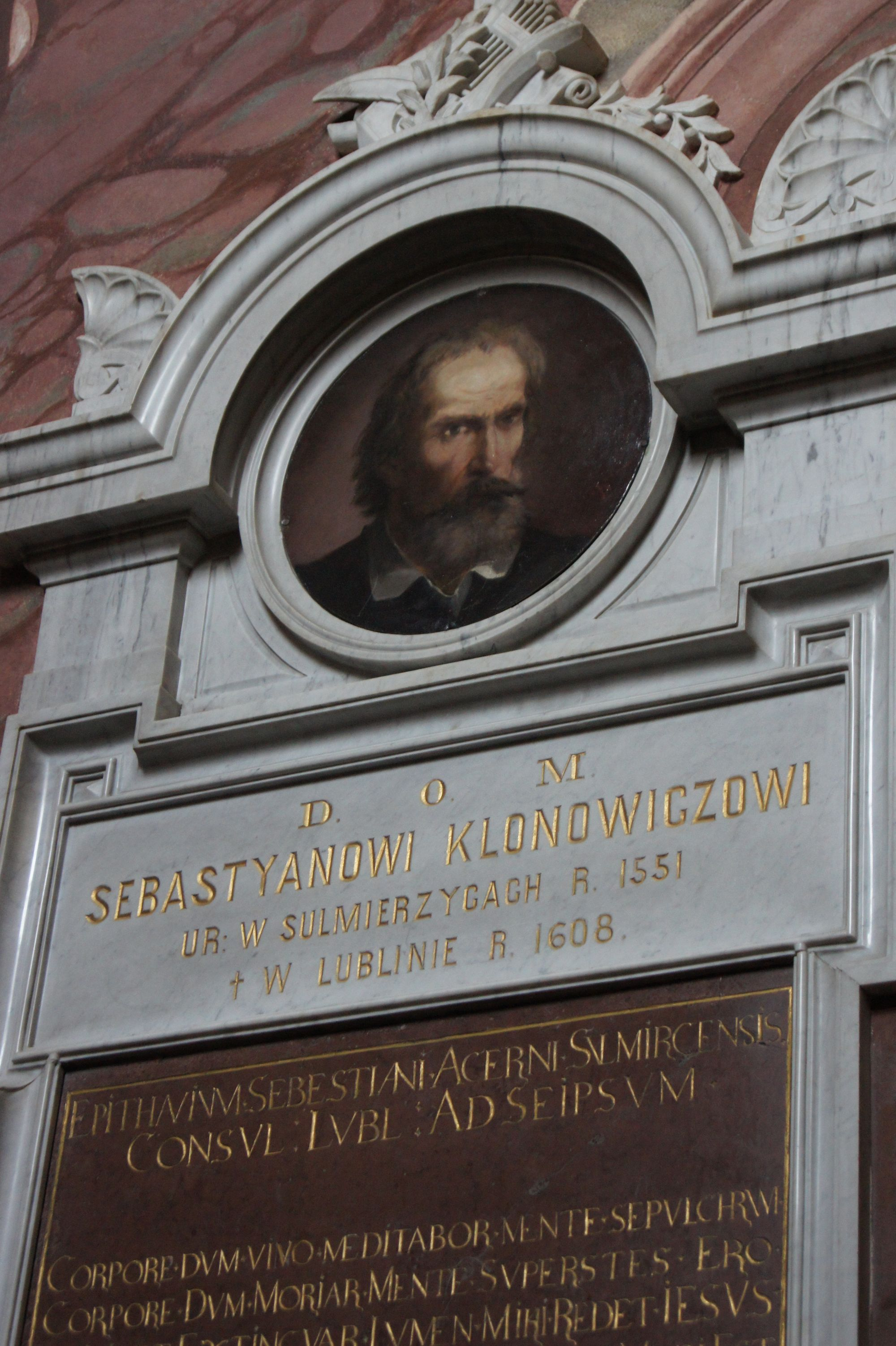
Epitafium Klonowica w archikatedrze w Lublinie (2011)

Sebastian Fabian Klonowic (niekiedy Klonowicz, łac. Acernus; ur. ok. 1545 w Sulmierzycach, zm. 29 sierpnia 1602 w Lublinie) – polski poeta, kompozytor, wykładowca w Akademii Zamojskiej, sympatyk ruchu reformacyjnego.

## Życiorys
Całe swe dorosłe życie spędził w kręgu wyznaczonym przez trzy miasta: Lublin, Lwów i Zamość. Był synem Jana Klona, dzierżawcy folwarku i młyna nad Orlą, oraz Anny z Pietrzałków. Podpisywał się łacińskim tłumaczeniem nazwiska: Acernus (acer – klon). Nim przybył do Lublina, gdzie od 1568 r. praktykował w kancelarii miejskiej, młodzieńcze lata spędził w węgierskim Pezinku (dziś: Pezinok na Słowacji), w Czeskim Kromołowie (dziś: Krumlov Ćesky), a także we Lwowie. Studiował w kolegium jezuitów w Kaliszu. Osiedlił się w Lublinie, gdzie ok. 1573 r. rozpoczął karierę urzędniczą w kancelarii miejskiej. W latach 1574–1582 pisarz miejski w Lublinie. W latach 1576–1582 prowadził sądową kancelarię wójta lubelskiego, a w 1583 r. został ławnikiem. W 1580 r. ożenił się z Agnieszką Wiślicką, córką ławnika i kupca lubelskiego. W 1585 r.od Józefa Wereszczyńskiego, biskupa kijowskiego i opata benedyktynów w Sieciechowie, otrzymał wójtostwo w Psarach i w tych dobrach założył wioskę Wólkę Józefowską Z inspiracji Jana Zamoyskiego został w roku 1589 kierownikiem szkoły w Zamościu. W roku 1592 objął urząd wójta Lublina, po dwóch latach (od 1594 r.) burmistrza, a rok później (od 1595) został mianowany dożywotnim rajcą. W roku 1594 popłynął Wisłą do Gdańska, a podróż tę opisał w poemacie Flis.
Klonowic zmarł w szpitalu św. Łazarza w Lublinie, a pochowany został w kościele św. Michała Archanioła.

## Twórczość
Twórczość Klonowica stoi na pograniczu dwóch epok literackich – renesansu i baroku. Klonowic zaliczany jest do nurtu poezji mieszczańskiej nie tylko ze względu na pochodzenie, ale i doświadczenia życiowe (ławnik miejski, burmistrz) oraz krąg poruszanych tematów (np. zagadnienia prawne w Worku Judaszów).
Debiutem Klonowica było tłumaczenie łacińskiego dzieła Klemensa Janickiego Vitae Regum Polonorum elegiaco carmine descriptae wydane w 1576 pod tytułem Królów i książąt polskich … zawarcie i opis. Do dzieła Janickiego dodane zostały wiersze o Henryku Walezym i Stefanie Batorym.
W 1582 Klonowic wydał łaciński poemat moralistyczny Philtron. Tytułowe słowo oznacza „napój miłosny”, utwór jednak daleki jest od wątków erotycznych. Skupia się na miłości chrześcijańskiej oraz uczynkach miłosiernych. Zdaniem Klonowica natura obdarza wszystkich ludzi równomiernie, zaś zepsucie jest odstępstwem od naturalnych praw. Motyw pierwotnej dobroci, Złotego Wieku, któremu sprzeniewierzyły się następne epoki, przewija się również w kolejnych utworach Klonowica. Poemat Roxolania, wydany w 1584, opisuje Ruś Czerwoną, miasta, wsie, obyczaje ludu, a także niedolę i nędzę chłopów.
Po śmierci Jana Kochanowskiego Klonowic wydał w 1585 cykl wierszy zatytułowany Żale nagrobne na ślachetnie urodzonego pana Jana Kochanowskiego. Na cykl składa się trzynaście żali, zawierających pożegnanie największego poety swoich czasów oraz całej epoki.
W łacińskim poemacie Victoria deorum (wydanym prawdopodobnie w 1600) Klonowic opisał w sposób alegoryczny walkę chrześcijanina oraz jego możliwe zwycięstwo nad grzechem. Zawarł też w nim opis różnych występków przeciw naturze i prawom boskim oraz krytykę stosunków społecznych i religijnych.
W 1595 wydał poemat Flis, to jest Spuszczanie statków Wisłą i inszymi rzekami do niej przypadającymi, w którym opisał pracę flisaków. Zawarł też w nim motywy moralistyczne (krytyka zepsucia wynikającego z chciwości oraz z handlu zbożem) oraz alegoryczne (żeglowanie jako metafora ludzkiego życia).
Worek Judaszów (wg strony tytułowej wydany w 1600, prawdopodobnie jednak później) to poemat prawniczy opisujący różne rodzaje przestępstw, nieprawości i zbrodni. Zawiera też marginalia, które mają ułatwić odnalezienie odpowiedniego fragmentu lub odsyłają do Pisma świętego, prawa rzymskiego lub prawa magdeburskiego, gdzie podobne uczynki zostały przewidziane i osądzone.

### Utwory
- Królów i książąt polskich zawarcie i opis – przekład Vitae regum Polonorum Klemensa Janickiego
- Philtron (1582) – poemat łaciński.
- Victoria deorum. In qua continetur veri herois educatio. – o mitologicznym zwycięstwie bogów nad tytanami
- Roksolania (1584) – poemat o życiu chłopów na Rusi.
- Żale nagrobne na ślachetnie urodzonego pana Jana Kochanowskiego (1585) – cykl wierszy.
- Flis, to jest Spuszczanie statków Wisłą i inszymi rzekami do niej przypadającymi (1595) – opis handlu wiślanego.
- Worek Judaszów to jest złe nabycie majętności (1600) – rymowany traktat prawniczy.
- Hebdomas, to jest Siedem tegodniowych piosnek wyjętych z pierwszych Ksiąg Moiżeszowych kapituły pierwszej, co którego dnia Pan Bóg stworzył i jako siódmego dnia odpoczynął, krótko zebranych przez Sebastyjana Klonowica z Sulimierzyc, pisarza ławicy lubelskiej, Kraków, druk Macieja Garwolczyka (1581):
  1. Niedziela: „Witaj, dniu przenaświętrzy dzisiejszej niedziele...”
  2. Poniedziałek: „W porządku dni wtóry jest dzień poniedziałkowy...”
  3. Wtorek: „Na każdy dzień chwalemy imię twoje Panie...”
  4. Środa: „Słońce złote, słońce wdzięczne, płaneto jedyny...”
  5. Czwartek: „Ojcze nasz, który wszystko w garści swej zawierasz...”
  6. Piątek: „Otwórz, Panie, usta moje, niechaj wyznawają...”
  7. Sobota: „Siódmy a ostatni dzień w tegodniu sobota...”
  8. Ps 147: „Sławcie, Jerozolimcy, Pana Boga swego...”
  9. Ps 90: „Kto pomocy Nawyższego żąda z serca uprzejmego...”
  10. Piosnka uczyniona czasu powietrza, kiedy było Interregnum w Roku Pańskim 1572: „Mocny Zemścicielu naszych sprosnych złości...”